# Ashikaga Takauji

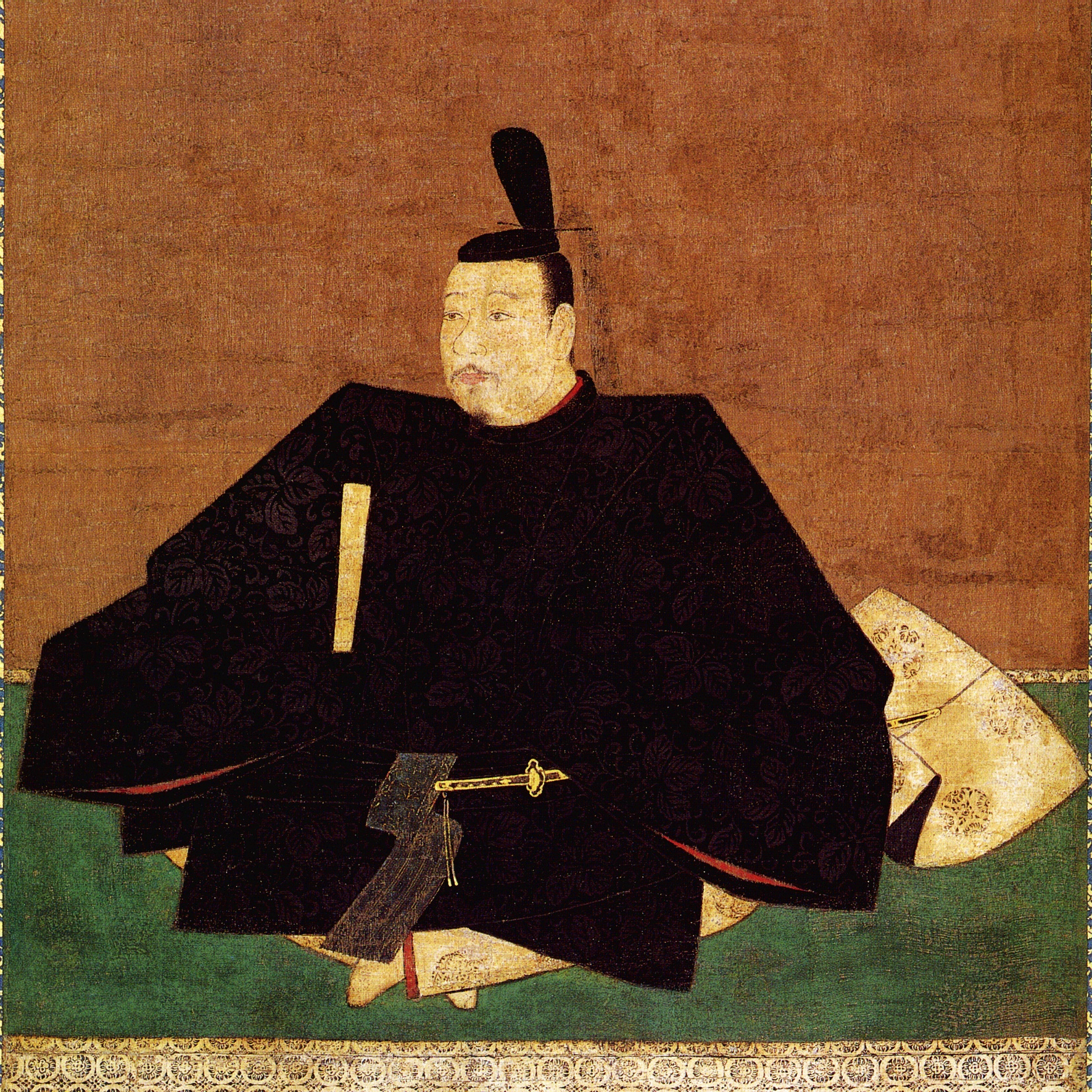
Ashikaga Takauji.

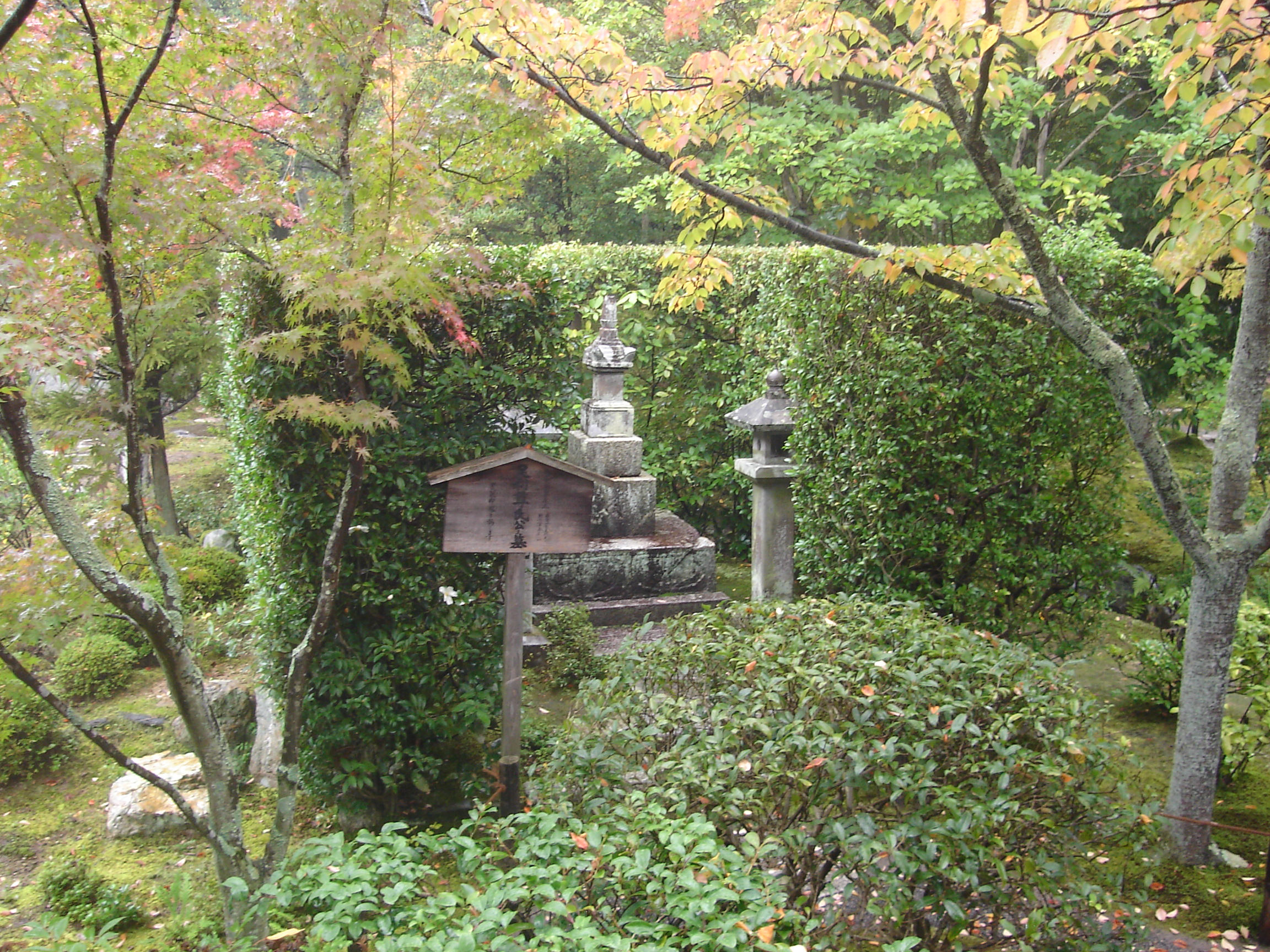
Ashikaga Takaujis grav

Ashikaga Takauji (japanska 足利尊氏) född 1305, död 1358, grundare och första shogun av Ashikaga-shogunatet. Han tillträdde sin post som shogun 1338 och innehade denna till sin död 1358. Han härstammade från Minamoto-ätten genom kejsar Seiwas sida av släkten som slagit sig ned i Shimotsuke (nuvarande Tochigi-län).

## Genko-upproret och Kemmu-restaurationen
Takauji var en av Kamakura-shogunatets generaler och 1333 sändes han till Kyoto för att nedkämpa Genko-upproret som hade rasat sedan 1331. Efter att ha förlorlorat sina illusioner om shogunatet, allierade han sig med den bannlyste kejsaren Go-Daigo och erövrade Kyoto för hovets räkning. Strax efter detta angrep Nitta Yoshisada Kamakura och förintade shogunatet. I och med detta blev Go-Daigo Japans de-facto härskare, återupprättade kejsarhovet och inledde Kemmurestaurationen.
Det dröjde dock inte länge innan samurajklanerna tröttnade på det återupprättade kejsarhovet, som försökte återupprätta det samhällssysten som rått under Heian-perioden. Takauji kände av dessa stämningar och försökte förgäves få kejsaren att agera innan ett uppror bröt ut.
Hojo Tokiyuki tog tillfället i akt och inledde Nakasendai-upproret i ett försök att återupprätta shogunatet i Kamakura 1335. Takauji nedkämpade upproret, men erövrade själv Kamakura och utropade sig till shogun och började fördela land bland sina anhängare utan hovets tillstånd. Takauji deklarerade sin lojalitet mot hovet, men Go-Daigo sände Nitta Yoshisada för att återerövra Kamakura.

## Ashikaga-periodens inledning och de två kejsarhoven
I slaget vid Hakone Take no Shita besegrade Takauji Yoshisada och marscherade mot Kyoto. Han erövrade staden bara för att sedan drivas ut till Kyushu av Yoshisada och Kusunoki Masashiges omgrupperade styrkor. Takauji allierade sig med klanerna på Kyushu och marsherade åter mot Kyoto. I slaget vid Minato-floden 1336 besegrade han Yoshisada och dödade Masashige, vilket tillät honom att slutligen lägga Kyoto under sig. Komyo installerades som kejsare, vilket inledde konflikten mellan det södra- och norra hovet, vilken skulle vara i nästan 60 år framöver. Takaujis son Ashikaga Yoshiakira efterträdde honom som shogun efter hans död. Historien om Ashikaga Takauji, kejsar Go-Daigo och konflikten mellan de två hoven skildras detaljerat i den 40 band långa krönikan Taiheiki.